# 에어보트

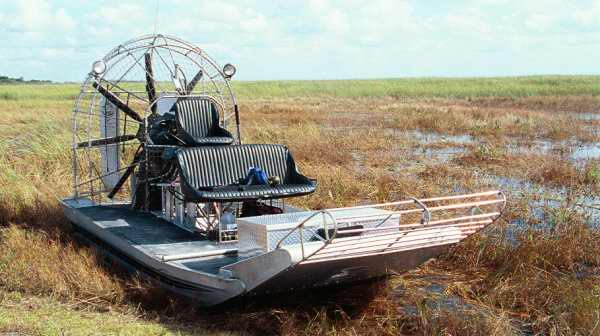

에어보트(airboat), 플레인보트(planeboat), 팬보트(fanboat)는 항공기형 프로펠러로 추진되고 항공기 또는 자동차 엔진으로 구동되는 바닥이 평평한 선박이다. 이것들은 일반적으로 낚시, 활낚시, 사냥 및 생태 관광에 사용된다.
에어보트는 수중 프로펠러가 있는 표준 선내 또는 선외 엔진이 비현실적인 습지 및 얕은 지역, 특히 플로리다 에버글레이즈뿐만 아니라 키시미강과 세인트존스 강, 메콩강, 삼각주, 루이지애나주 바이우 및 메소포타미아 습지에서 흔히 사용되는 교통 수단이다.

## 같이 보기
- 호버크래프트